# 韋斯特伯里 (紐約州卡尤加縣)
韋斯特伯里（英語：Westbury）是位於美國紐約州卡尤加縣及韋恩縣的非建制地區。

## 歷史
韋斯特伯里的郵局於1853年設立，其後於1906年停運。

## 地理
韋斯特伯里所處的海拔為高於海平面122米（即400英呎），而該地所採用的時區為UTC-5，即北美东部时区（EST）。同時該地設有夏令時間，為UTC-5調快一小時，即UTC-4（EDT）。